# Horst-Joachim Matern
Horst-Joachim Matern (* 5. Oktober 1954 in Leipzig) ist ein ehemaliger deutscher Leichtathlet, der sich auf das Gehen spezialisiert hatte.

## Sportliche Karriere
Matern ging zunächst für den SC Dynamo Berlin. Bei den DDR-Meisterschaften 1978 und 1979 wurde er jeweils Zweiter im 50-km-Gehen, 1978 hinter Roland Wieser und 1979 hinter Hartwig Gauder. Von 1975 bis 1981 trat Matern siebenmal im Nationaltrikot der DDR an.
Ab 1982 war Matern im Westen und startete für den LAC Quelle in Fürth und später für den VfL Sindelfingen. 1985 gewann er den Meistertitel im 50-km-Gehen. Von 1983 bis 1987 gehörte er zusammen mit Alfons Schwarz fünfmal zur siegreichen Mannschaft, einmal mit Leo Frey und viermal mit Robert Mildenberger. Im 20-km-Gehen siegte die Fürther Mannschaft 1984 mit Alfons Schwarz, Horst-Joachim Matern und Robert Mildenberger. 1987 gewannen Siegmar Neuner, Matern und Mildenberger. Von 1982 bis 1987 trat Matern bei sieben Länderkämpfen im Nationaltrikot der Bundesrepublik an.

## Bestleistungen
- 20-km-Gehen: 1:26:05 Stunden am 9. Juni 1985 in Eschborn
- 50-km-Gehen: 3:51:27 Stunden am 1. Mai 1981 in Naumburg